# Haydée Coloso
Haydée Coloso Espino (* 28. August 1937 in Dueñas; † 12. August 2021 in Iloilo City) war eine philippinische Schwimmerin.

## Leben
Haydée Coloso gewann in ihrer Karriere insgesamt zehn Medaillen bei Asienspielen zwischen 1954 und 1962. Sie hält damit den nationalen Rekord mit den am meisten gewonnenen Medaillen bei Asienspielen. Ihre ersten drei Medaillen (zwei Gold- und eine Silbermedaille) gewann Coloso bereits im Alter von 16 Jahren bei den Asienspielen 1954 in Manila. Nach diesem Erfolg sollte sie auch bei den Olympischen Sommerspielen 1956 in Melbourne starten. Da sie jedoch schwanger wurde, musste sie eine Pause einlegen. Nach der Geburt ihres Kindes kehrte sie zurück und konnte bei den Asienspielen 1958 vier weitere Medaillen (eine Gold- und drei Silbermedaillen) gewinnen.
Bei den Olympischen Spielen 1960 in Rom kam Coloso nicht über den Vorlauf im Wettkampf über 100 m Freistil hinaus und belegte am Ende den 25. Platz. Zwei Jahre später folgten bei ihren letzten Asienspielen in Jakarta drei weitere Medaillen (eine Silber- und zwei Bronzemedaillen).
Danach beendete sie ihre Karriere als Schwimmerin und begann als Erzieherin zu arbeiten. Später unterrichtete sie an der Far Eastern University sowie an verschiedenen Schulen. 1993 zog sie sich aus ihrer Lehrtätigkeit zurück. 2016 wurde Coloso als erste Schwimmerin in die Philippine Sport Hall of Fame aufgenommen.
Coloso, die Mutter von sieben Kindern war, wurde am 16. Januar 2020 mit einer chronischen Atemwegsinfektion in ein Krankenhaus eingeliefert. Fortan hatte sie mit Folgen der Krankheit zu kämpfen. Am 12. August des Folgejahres starb sie im Alter von 83 Jahren.